# اورنج (ایلینوی)
اورنج (به انگلیسی: Orange) یک منطقهٔ مسکونی در ایالات متحده آمریکا است که در شهرستان کلارک، ایلینوی واقع شده‌است. اورنج ۱۷۷٫۰۹ متر بالاتر از سطح دریا واقع شده‌است.